# Классический «Доктор Кто» (8-й сезон)
Премьера восьмого сезона классических серий британского научно-фантастического сериала «Доктор Кто» состоялась 2 января 1971 года, с выходом на экраны серии «Террор автонов». Сезон завершился 19 июня 1971 года показом серии «Демоны». Сезон стал вторым для Джона Пертви в качестве Третьего Доктора.

## Актёрский состав

### Основной
- Джон Пертви в роли Третьего Доктора
- Кэти Мэннинг в роли его спутницы, Джо Грант.

В этом сезоне Джон Пертви вернулся в сериал в качестве исполнителя роли Доктора. Кэролайн Джон, игравшая спутницу и ассистентку Повелителя времени, Лиз Шоу, покинула актерский состав в финальной серии предыдущего сезона. В качестве новой спутницы, Джо Грант, её сменила актриса Кэти Мэннинг, впервые появившаяся в серии «Террор автонов».

### Второстепенный
- Николас Кортни в роли бригадира Летбридж-Стюарта
- Джон Левин в роли сержанта Бентона
- Ричард Франклин в роли капитана Майка Йейтса
- Роджер Дельгадо в роли Мастера

Николас Кортни и Джон Левент вернулись к свои ролям бригадира Летбридж-Стюарта и сержанта Бентона, к ним присоединился Ричард Франклин в качестве капитана Майка Йейтса.
В этом сезоне впервые появился Мастер в исполнении Роджера Дельгадо. Данного персонажа можно заметить в каждой из пяти серий сезона.

## Серии
В сезоне состоялось первое появление Мастера, главного антагониста сезона в целом и каждой серии в частности. Действие «Колонии в космосе» происходит не на Земле, впервые с выхода финального эпизода шестого сезона классического сериала, «Военные игры». Решение создать подобный эпизод принял продюсер Барри Леттс, по мнению которого у историй, происходящих только на Земле, слишком низкий потенциал.
| Номер | Название                                | Частей (эпизодов) | Режиссёр        | Сценарист              | Зрителей (миллионов)    | Индекс оценки (из 100) | Дата выхода в эфир | Код |
| --- | --------------------------------------- | ----------------- | --------------- | ---------------------- | ----------------------- | ---------------------- | --- | --- |
| 55 | «Террор автонов» «Terror of the Autons» | 4 эпизода         | Бэрри Леттс     | Роберт Холмс           | 7.3 8.0 8.1 8.4         | —                      | 2 января 1971 года 9 января 1971 года 16 января 1970 года 23 января 1971 года                                            | EEE |
| Мастер прибывает на Землю на своей ТАРДИС, которая маскируется под цирковую машину, и сразу же связывается с нестин, предлагая устроить второе вторжение на Землю. Доктор со своей новой спутницей — Джо Грант — должен справиться с аутонами и огромным числом опасных пластиковых нарциссов. |                                         |                   |                 |                        |                         |                        | |     |
| 56 | «Разум зла» «The Mind of Evil»          | 6 эпизодов        | Тимоти Комб     | Дон Хаутон             | 6.1 8.8 7.5 7.4 7.6 7.3 | —                      | 30 января 1971 года 6 февраля 1971 года 13 февраля 1971 года 20 февраля 1971 года 27 февраля 1971 года 6 марта 1971 года | FFF |
| Доктор едет в Стангмурскую тюрьму для изучения новой машины Келлера, которая обрабатывает опасных преступников. После демонстрации человек умирает рядом с машиной. |                                         |                   |                 |                        |                         |                        | |     |
| 57 | «Когти аксонов» «The Claws of Axos»     | 4 эпизода         | Майкл Фергусон  | Боб Бейкер Дэйв Мартин | 7.3 8.0 6.4 7.8         | —                      | 13 марта 1971 года 20 марта 1971 года 27 марта 1971 года 3 апреля 1971 года                                              | GGG |
| Группа золотокожих инопланетян прибывает на Землю и предлагает современные, удивительные технологии в обмен на земное топливо. Однако Доктор не верит в честность аксонов и, пытаясь раскрыть их истинные планы, снова встречается со своим заклятым врагом — Мастером.                        |                                         |                   |                 |                        |                         |                        | |     |
| 58 | «Колония в космосе» «Colony in Space»   | 6 эпизодов        | Майкл Брайант   | Малкольм Хьюлк         | 7.6 8.5 9.5 8.1 8.8 8.7 | —                      | 10 апреля 1971 года 17 апреля 1971 года 24 апреля 1971 года 1 мая 1971 года 8 мая 1971 года 15 мая 1971 года             | HHH |
| Повелители времени узнают, что Мастер украл засекреченные файлы на оружие, и решают послать Доктора, чтобы он достал это оружие для них. |                                         |                   |                 |                        |                         |                        | |     |
| 59 | «Демоны» «The Dæmons»                   | 5 эпизодов        | Кристофер Бэрри | «Гай Леопольд»         | 9.2 8.0 8.1 8.3         | —                      | 22 мая 1971 года 29 мая 1971 года 5 июня 1971 года 12 июня 1971 года 19 июня 1971 года                                   | JJJ |
| Профессор Хорнер хочет вскрыть курган древних захоронений вблизи деревушки Конец Дьявола. Доктор и Миссис Хоторн — белая ведьма этой деревни — очень обеспокоены последствиями вскрытия и предрекают страшные последствия.                                                                     |                                         |                   |                 |                        |                         |                        | |     |

## Показ
Эпизоды восьмого сезона классического «Доктора Кто» выходили на экраны со 2 января по 19 июня 1971 года на канале BBC One.

## DVD и Blu-Ray
| Серия | Количество и продолжительность эпизодов | Регион 2              | Регион 4              | Регион 1            |
| --- | --------------------------------------- | --------------------- | --------------------- | ------------------- |
| «Террор автонов» В Регионах 2 и 4, в рамках сборника Mannequin Mania В Регионе 1 выходил только отдельным изданием | 4 × 25 мин.                             | 9 мая 2011 года       | 2 июня 2011 года      | 10 мая 2011 года    |
| «Террор автонов» — «Doctor Who DVD Files. Выпуск 101»                                                              | 4 × 25 мин.                             | 14 ноября 2012 года   | 14 ноября 2012 года   | TBA                 |
| «Разум зла» | 6 × 25 мин.                             | 3 июня 2013 года      | 5 июня 2013 года      | 11 июня 2013 года   |
| «Когти аксонов» | 4 × 25 мин.                             | 25 апреля 2005 года   | 2 июня 2005 года      | 8 ноября 2005 года  |
| «Когти аксонов» — Специальное издание                                                                              | 4 × 25 мин.                             | 22 октября 2012 года  | 7 ноября 2012 года    | 13 ноября 2012 года |
| «Когти аксонов» — «Doctor Who DVD Files. Выпуск 97»                                                                | 4 × 25 мин.                             | 19 сентября 2012 года | 19 сентября 2012 года | TBA                 |
| «Колония в космосе»                                                                                                | 6 x 25 мин.                             | 3 октября 2011 года   | 1 декабря 2011 года   | 8 ноября 2011 года  |
| «Демоны» | 5 × 25 мин.                             | 19 марта 2012 года    | 19 апреля 2012 года   | 10 апреля 2012 года |

## Книги
| Серия               | Адаптация                         | Автор          | Впервые опубликована |
| ------------------- | --------------------------------- | -------------- | -------------------- |
| «Террор автонов»    | «Доктор Кто и Террор автонов»     | Терренс Дикс   | 1975                 |
| «Разум зла»         | «Разум зла»                       | Терренс Дикс   | 1985                 |
| «Когти аксонов»     | «Доктор Кто и Когти аксонов»      | Терренс Дикс   | 1977                 |
| «Колония в космосе» | «Доктор Кто и Оружие судного дня» | Малкольм Хьюлк | 1974                 |
| «Демоны»            | «Доктор Кто и Демоны»             | Барри Леттс    | 1974                 |

### Комментарии
1. ↑  Гай Леопольд — общий псевдоним Роберта Сломана и Барри Леттса